# I Wanna Be the Only One
I Wanna Be The Only One – singel, który znajduje się na płycie Before the Rain brytyjskiego zespołu Eternal.

## Lista utworów
| #  | Tytuł                             | Czas trwania |
| -- | --------------------------------- | ------------ |
| 1. | I Wanna Be the Only One           | 3:36         |
| 2. | A Friend Is a Friend              | 4:10         |
| 3. | Show Me                           | 4:28         |
| 4. | Don't You Love Me" (French Remix) | 3:37         |

## Certyfikaty i sprzedaż
| Kraj            | Certyfikat      | Najwyższa pozycja |
| --------------- | --------------- | ----------------- |
| Australia       | złota płyta     | 10                |
| Austria         |                 | 6                 |
| Francja         |                 | 6                 |
| Holandia        | platynowa płyta | 3                 |
| Irlandia        | złota płyta     | 3                 |
| Niemcy          |                 | 14                |
| Norwegia        | platynowa płyta | 2                 |
| Szwajcaria      | złota płyta     | 7                 |
| Szwecja         |                 | 6                 |
| Wielka Brytania | platynowa płyta | 1                 |